# Matija Horvat
Matija Horvat, slovenski zdravnik in profesor, * 23. september 1935, Škofja Loka, † 26. april 2014.